# چلتون، بدفوردشر
چلتون (به انگلیسی: Chalton) یک روستا و محله مدنی در بریتانیا است که در Central Bedfordshire واقع شده‌است. چلتون ۵۳۸ نفر جمعیت دارد.